# Wydział Medyczny Uniwersytetu Rzeszowskiego
Wydział Medyczny Uniwersytetu Rzeszowskiego – jeden z czterech wydziałów Collegium Medicum Uniwersytetu Rzeszowskiego.

## Władze Wydziału
Od 1 stycznia 2025:
| Stanowisko                               | Imię i nazwisko                                       |
| ---------------------------------------- | ----------------------------------------------------- |
| Dziekan                                  | dr hab. n. med. Rafał Podgórski, prof, UR             |
| Prodziekan ds. klinicznych i nauki       | dr hab. n. med. Agnieszka Gala - Błądzińska, prof. UR |
| Prodziekan ds. studenckich i kształcenia | dr hab. n. med. Krzysztof Balawender, prof. UR        |
| Prodziekan ds. studenckich i kształcenia | dr inż. Marek Cieśla                                  |

## Struktura organizacyjna

### Katedry
| Katedra                                   | Kierownik                                      |
| ----------------------------------------- | ---------------------------------------------- |
| Katedra Anatomii Prawidłowej i Klinicznej | dr hab. n. med. Krzysztof Balawender, prof. UR |
| Katedra Chirurgii                         | dr hab. n. med. Kazimierz Widenka, prof. UR    |
| Katedra Chorób Wewnętrznych               | prof. dr hab. n. med. Rafał Filip              |
| Katedra Ginekologii i Położnictwa         | prof. dr hab. Dorota Darmochwał-Kolarz         |
| Katedra Pediatrii                         | prof. dr hab. n. o zdr. Lidia Perenc           |

### Zakłady
| Zakład                                                  | Kierownik                                                |
| ------------------------------------------------------- | -------------------------------------------------------- |
| Zakład Biochemii i Chemii Ogólnej                       | dr hab. n. med. Dorota Bartusik -Aebisher, prof. UR      |
| Zakład Biologii Medycznej                               | dr hab. n. med. Agnieszka Banaś-Ząbczyk, prof. UR        |
| Zakład Chemii Medycznej i Metabolomiki                  | dr hab. n. med. Rafał Podgórski, prof. UR                |
| Zakład Chirurgii Czaszkowo-Szczękowo-Twarzowej          | prof. dr hab. n. med. Bogumił Lewandowski                |
| Zakład Chorób Zakaźnych                                 | dr hab. n. med. Andrzej Cieśla, prof. UR                 |
| Zakład Dermatologii                                     | dr n. med. Dominik Samotij                               |
| Zakład Diagnostyki Obrazowej i Medycyny Nuklearnej      | dr hab. n. med. Wiesław Guz                              |
| Zakład Farmakologii Doświadczalnej i Klinicznej         | prof. dr hab. n. med. Piotr Tutka                        |
| Zakład Fizjologii Człowieka                             | dr hab. n. med. Magdalena Sowa-Kućma, prof.UR            |
| Zakład Fotomedycyny i Chemii Fizycznej                  | dr hab. n. med. David Aebisher, prof. UR                 |
| Zakład Genetyki Ogólnej                                 | prof. dr hab. n. med. Izabela Zawlik                     |
| Zakład Hematologii                                      | prof. dr hab. n. med. Mirosław Markiewicz                |
| Zakład Histologii i Embriologii                         | dr hab. n. wet. Agata Wawrzyniak, prof. UR               |
| Zakład Immunologii Człowieka                            | prof. dr hab. n. med. Jacek Tabarkiewicz                 |
| Zakład Toksykologii                                     | dr hab. n. med. i n. o zdr. Kamil Jurowski, prof. UR     |
| Zakład Kardiologii                                      | prof. dr hab. n. med. Andrzej Przybylski                 |
| Zakład Medycyny Ratunkowej i Intensywnej Terapii        | dr hab. n. med. Renata Zajączkowska, prof. UR            |
| Zakład Mikrobiologii                                    | dr hab. n. med. Anna Żaczek, prof. UR                    |
| Zakład Nefrologii i Endokrynologii                      | dr hab. n. med. Agnieszka Gala-Błądzińska, prof. UR      |
| Zakład Neurologii                                       | prof. dr hab. n. med. Halina Bartosik-Psujek             |
| Zakład Onkologii, Radioterapii i Medycyny Translacyjnej | prof. dr hab. n. med. Beata Sas – Korczyńska             |
| Zakład Ortopedii i Traumatologii                        | prof. dr hab. n. med. Sławomir Snela                     |
| Zakład Otolaryngologii                                  | dr n. med. Wojciech Domka                                |
| Zakład Patofizjologii Człowieka                         | prof. dr hab. n. med. Maciej Machaczka                   |
| Zakład Patomorfologii                                   | dr hab. n. med. Ewa Kaznowska, prof. UR                  |
| Zakład Psychiatrii                                      | dr hab. n. med. Przemysław Pacan, prof. UR               |
| Zakład Reumatologii                                     | dr hab. n. med. Bogdan Kolarz, prof. UR                  |
| Zakład Technologii Postaci Leku i Fizyki Medycznej      | dr hab. n. med. inż. Anna Czerniecka – Kubicka, prof. UR |

### Pracownie
| Pracownia                                                                              | Kierownik                                    |
| -------------------------------------------------------------------------------------- | -------------------------------------------- |
| Pracownia Analiz Biostatystycznych i Ewaluacji Wiedzy Medycznej                        | dr n. o zdr. inż. Marek Biesiadecki          |
| Pracownia Badań Klinicznych Komercyjnych i Niekomercyjnych                             | dr n. farm. Karol Wróblewski                 |
| Pracownia Biologii Molekularnej Nowotworów i Badań Translacyjnych                      | dr n. med. Antoni Pyrkosz                    |
| Pracownia Diagnostyki Laboratoryjnej i Epigenetyki Klinicznej                          | dr n. med. Marek Cieśla                      |
| Pracownia Genetyki Klinicznej, Biologii Molekularnej Nowotworów i Badań Translacyjnych | dr n. med. Antoni Pyrkosz                    |
| Pracownia Medycyny Rodzinnej                                                           | dr n. o zdr. Mariusz Małecki                 |
| Pracownia Medycyny Sądowej i Prawa Medycznego                                          | dr n. med. Wojciech Kwietniewski             |
| Pracownia Nauk Społecznych                                                             | dr hab. Małgorzata Nagórska, prof. UR        |
| Pracownia Neurochirurgii                                                               | dr hab. n. med. Jacek Szczygielski, prof. UR |
| Pracownia Okulistyki                                                                   | dr n. med. Anita Lewicka - Chomont           |
| Pracownia Psychologii Medycznej                                                        | dr hab. n. med. Marta Kopańska, prof. UR     |
| Pracownia Rehabilitacji                                                                | dr n. med. Grzegorz Przysada                 |